# 尾崎世界観
尾崎 世界観（おざき せかいかん、本名：尾崎 祐介〈おざき ゆうすけ〉、1984年11月9日 - ）は、日本のシンガーソングライター、小説家。ロックバンドクリープハイプのボーカル、ギター。東京都葛飾区出身。

## 概要
2012年、クリープハイプとしてメジャー・デビュー。2016年、半自伝的な小説『祐介』（文藝春秋）で小説家としてもデビュー。2020年、『母影』で第164回 芥川賞の候補となる。2024年、『転の声』で、第171回芥川賞候補。

## 人物
- 血液型O型、身長168 cm[4]。
- 芸名の「世界観」は、初期メンバー時代の2005年から。「世界観が良い」という評価に不満を持ち、名前にすれば言われなくなると考え世界観を名乗るようになった[5]。以前は本名で活動していた[6]。プロ野球・東京ヤクルトスワローズのファン[7]。音楽を始めたきっかけはゆず、バンドを始めるきっかけはBUMP OF CHICKEN。

## 書籍

### 著書
- 『犬も食わない』（新潮社、2014年）
- 『祐介』（文藝春秋、2016年6月30日）[8]
  - 『祐介・字慰』（文春文庫、2019年5月10日、上記『祐介』に加えて書き下ろしの短編『字慰』を収録し文庫化）
- 『苦汁100%』（文藝春秋、2017年5月24日）
  - 『苦汁100% 濃縮還元』（文春文庫、2020年5月8日、上記『苦汁100%』に 新型コロナウイルスに揺れる2020年2月、50ページ以上の書きおろし最新日記「あとが記」を追加収録、後に文庫化）
- 『苦汁200%』（文藝春秋、2018年3月16日）
- 『泣きたくなるほど嬉しい日々に』（KADOKAWA、2019年7月26日）[9]
- 『身のある話と、歯に詰まるワタシ』（朝日新聞出版、2020年6月19日）※対談本
- 『母影（おもかげ）』（新潮社、2021年1月）
- 『私語と』（河出書房新社、2022年1月）※歌詞詩集
- 『転の声』（文藝春秋、2024年7月11日）

### 連載
- 文藝春秋「本の話 WEB『1分書評』」(尾崎世界観、2015年7月30日 - 、毎月第2木曜日)[10]
- BARFOUT!「ツバメ・ダイアリー」(尾崎世界観、2016年1月号 - )
- MUSICA「東京世界観」(尾崎世界観、2016年2月号 - )
- 日本経済新聞夕刊「プロムナード」(2021年1月6日 - 6月30日、毎週水曜日掲載)
- スピン/spin 連載小説『すべる愛』(河出書房新社、2022年9月27日 - )
- 読売新聞（2023年） - 読書委員[11]

## 出演

### テレビ
- アフロの変 一夜限りの?! 復活スペシャル！ (2016年6月23日、フジテレビ) [12]
- ＃ハイ_ポール（2016年4月 - 9月、フジテレビ、声の出演[13]）
- タモリ倶楽部（テレビ朝日、不定期ゲスト出演）
- Fun!BASEBALL!!（2018年6月25日「巨人対ヤクルト」、日本テレビ、副音声ゲスト）
- めざましテレビ（フジテレビ、2018年8月度マンスリーエンタメプレゼンターとして出演）
- セブンルール（2017年4月 - 2023年3月28日、関西テレビ・フジテレビ）
- 情熱大陸（2021年3月7日、毎日放送）[14]
- ハイパーポジティブよごれモン（2021年6月27日 - 、フジテレビ放送キャラダチミュージアム〜MoCA〜内 - 声の出演（錆崎くん役））[15]
- 球辞苑 〜プロ野球が100倍楽しくなるキーワードたち〜（NHK BS1）
  - 2021改訂版（守備編）（2022年1月8日）
  - 2021改訂版（攻撃編）（2022年1月15日）
  - 延長戦（2022年12月4日）
- NHK短歌（2023年4月 - 、NHK Eテレ） - 第3・4週司会[16]
- 相席食堂（2023年7月4日、朝日放送テレビ）[17]

### ラジオ
- SPARK（J-WAVE、2016年4月 - 2019年3月、毎週月曜日、レギュラー）
- ACTION（TBSラジオ、2019年4月2日 - 2020年9月22日、毎週火曜日、メインパーソナリティー）
- 尾崎世界観の悩みの羽（文化放送、2021年1月4日特番・2021年4月19日 - 2024年1月28日、隔月放送）
- THE KINGS PLACE（J-WAVE、2021年5月 - 2021年7月）
- クリープハイプ 尾崎世界観 声にしがみついて（JFN系ネット、2021年10月 - ）
- 尾崎世界観のとりあえず明日を生きるラジオ（NHKラジオ第1、2024年5月6日・8月31日・10月26日 - 土曜最終週放送）

### インターネットラジオ
- ぴあpresentsクリープハイプ尾崎世界観とラランド ニシダのダブルスタンダード（お笑いラジオアプリGERA、2023年5月30日 - 、隔週火曜18時配信）

### 映画
- ちょっと思い出しただけ（2022年2月11日、東京テアトル） - ミュージシャンの男 役

### MV
- 石崎ひゅーい「花瓶の花」（2016年）尾崎のみ[18]

### CM
- 東京メトロ「Find my Tokyo.」（2017年）[19]

## 楽曲提供
| アーティスト名           | 楽曲タイトル               | クレジット                        | 発売日         | 備考                                                                                         |
| ------------------------ | -------------------------- | --------------------------------- | -------------- | -------------------------------------------------------------------------------------------- |
| SMAP                     | ハロー                     | 作詞・作曲                        | 2013年12月18日 | シングル「シャレオツ/ハロー」に収録。                                                        |
| 私立恵比寿中学           | 蛍の光(Demo)               | 作詞・作曲・編曲                  | 2015年1月28日  | アルバム「金八」「中辛」に収録。2018年「泣きたくなるほど嬉しい日々に」にセルフカバーを収録。 |
| 相坂優歌                 | ひかり、ひかり             | 作詞・作曲                        | 2017年11月8日  | シングル「ひかり、ひかり」、アルバム「屋上の真ん中で君の心は青く香るまま」に収録。           |
| YUKI                     | 百日紅                     | 作曲                              | 2019年2月6日   | アルバム「forme」に収録。                                                                    |
| P丸様。                  | ならばおさらば             | 作詞・作曲                        | 2021年3月17日  | アルバム「Sunny!!」に収録。                                                                  |
| あの                     | 普変                       | 作詞・作曲                        | 2022年10月12日 | シングル｢普変｣(配信リリース)に収録。                                                         |
| Sexy Zone                | 長電話                     | 作詞・作曲                        | 2023年6月7日   | アルバム「Chapter Ⅱ」に収録。                                                                |
| King & Prince(髙橋海人） | ワレワレハコイビトドウシダ | 作詞・作曲 編曲（クリープハイプ） | 2023年8月16日  | アルバム「ピース」に収録。                                                                   |
| あの                     | 愛してる、なんてね。       | 作曲                              | 2024年8月21日  | シングル「愛してる、なんてね。｣に収録。                                                      |